# Yengisogat
Yengisogat (音苏盖提), també coneguda com a muntanyes Wesm, és una serralada secundària del Karakoram. Administrativament es troba al Xinjiang, a la Xina. Es troba al nord de la Baltoro Muztagh, serralada que acull diversos vuit mils del Karakoram. El cim més alt de la serralada és el Huang Guan Shan o Crown Peak, de 7.295 msnm.